# أتابوبو
أتابوبو هي مدينة ساحلية في الجزء الإندونيسي من جزيرة تيمور في تيمور الغربية، في منطقة كاكولوك ميساك في بيلو ريجنسي في مقاطعة نوسا تينجارا الشرقية، وتقع في أقصى شمال تيمور الغربية، بالقرب من الحدود مع تيمور الشرقية.

## التاريخ
قبل القرن الثامن عشر كانت أتابوبو ميناءً تحت سيطرة البرتغاليين ، لكن النفوذ الهولندي وصل إلى المنطقة بحلول عام 1797. بينما استولى البرتغاليون على أتابوبو خلال الحروب النابليونية، عادت منطقة أتابوبو لاحقًا إلى الهولنديين، لكن الخلافات الحدودية استمرت. هاجمت القوات الهولندية أتابوبو في 1817 و1818. وقع الهجومان الأخيران في 20 أبريل 1818، عندما تغلب 30 جنديًا على الحامية البرتغالية في البلدة واستبدلوا اللافتة البرتغالية بأخرى هولندية.
كجزء من تيمور الهولندية، كانت أتابوبو ثاني ميناء في المنطقة بعد كوبانغ، حيث تم توصيله براً إلى مستوطنة الميناء الأكبر. كان مقر الإدارة الهولندية لما يعرف اليوم باسم بيلو ريجينسي، حتى تم نقل المقعد إلى أتامبو في عام 1916. أثناء الاحتلال الياباني لجزر الهند الشرقية الهولندية تم استخدام أتابوبو كنقطة انطلاق للمراكب وتضررت بشدة من القصف الأسترالي.
في أواخر عام 2010، بدأت الحكومة الإندونيسية في تحديد ميناء أتابوبو كنقطة عبور للبضائع المصدرة إلى تيمور الشرقية عن طريق البحر.

## البلدة
تدير القوات البحرية الإندونيسية موقعًا بحريًا في أتابوبو.